# Dionisio de Herrera
José Dionisio de la Trinidad de Herrera y Díaz del Valle (ur. 9 października 1781 w Choluteca, Honduras, zm. 13 czerwca 1850 w San Vicente, Salwador) – honduraski i nikaraguański polityk; prezydent Hondurasu od 16 września 1824 do 10 maja 1827 oraz Nikaragui od 12 maja 1830 do listopada 1833. Podczas tych prezydentur, Honduras i Nikaragua były częściami Zjednoczonych Prowincji Ameryki Środkowej.